# CRぱちんこ必殺仕事人III
CRぱちんこ必殺仕事人III（シーアールぱちんこひっさつしごとにんスリー）は、2007年4月に京楽産業.が発売したデジパチタイプのパチンコ。本項では『CRぱちんこ必殺仕事人III 桜バージョン』についても述べる。

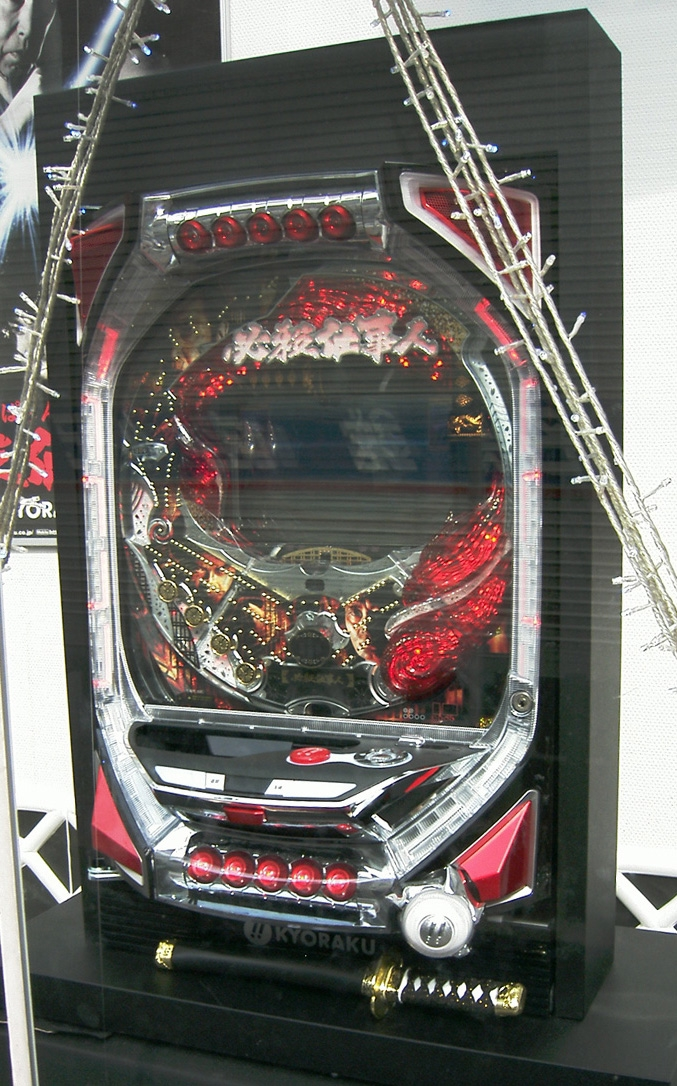
CRぱちんこ必殺仕事人III（2007年）

『CRAぱちんこ必殺仕事人III 祭バージョン』と、『CRAびっくりぱちんこ必殺仕事人III 竜バージョン15』の2機種については、CRAぱちんこ必殺仕事人III 祭バージョンを参照のこと。

## 機種概要
京楽産業.の、テレビ時代劇『必殺仕事人』シリーズをモチーフとしたパチンコ機の第3弾。『CR必殺仕事人激闘編』の続編にあたる機種である。
演出の主軸は、『必殺仕事人』シリーズの設定である「表は一般人だが、裏稼業では依頼人よりお金を貰って殺しを行う」ストーリーを忠実に表現し、「必殺シリーズ」の世界観をパチンコ機流に展開している。また、キャラクターや映像素材、楽曲・BGM、演出、大当たり中の豆知識等は、『仕事人』シリーズに留まらず、『仕掛人』『仕置人』『商売人』や劇場版をはじめ、広く「必殺シリーズ」全般に求めて使用している。
京楽のテレビCMでお馴染みのキャッチコピーは、「仕事が済んだら 仕事だぜ」（他に期間限定で「お盆も仕事だぜ」「年末年始も仕事だぜ」「正月も仕事だぜ」）。毎週火曜日は「CRぱちんこ必殺仕事人IIIの日」が登場する。
中村主水役の藤田まことがゲスト出演した「SmaSTATION!!」（2008年2月放送／必殺シリーズ特集）では、本機について「2007年人気パチンコランキング第1位」と紹介されている。
また、この機種から京楽の台枠が新型の『STADIUM』にリニューアルされ、玉射出ストッパーが従来のパチンコ台と同じハンドル部（親指で押せる位置）に戻された。前作で搭載されていた、ハンドル部のバイブレータ機能は現在搭載が禁止となっているため、代わりに「P-フラッシュ」と呼ばれるパトライトに似た発光ランプがハンドル部に搭載された。詳細は下記参照。
2011年12月には、本機の続編にあたる『CRぱちんこ必殺仕事人IV』がリリースされた。

### 桜バージョン
2008年5月、稼働1周年記念のプロモーションとして「必殺祭り」が展開され、特別記念モデル『CRぱちんこ必殺仕事人III 桜バージョン』（型式名：CRぱちんこ必殺仕事人III SV7）がリリースされた。8個保留化・ヘソ入賞からの2R確変割合の増加といったスペック面の変更のほか、演出面では「主水釣りモード」「勇次桟橋モード」が新設され、『CRぱちんこ冬のソナタ2』にもあった「連続すべり予告」が加わった。また、プレミアムの極悪人リーチとして『モンスター軍団』が加わった。その他、大当たりラウンド中にパチンコ機オリジナルキャラクター達の解説画面が加えられている。
なお、京楽産業.が1つの機種で2種類以上のスペックの台を販売したのは、『CRぱちんこチェッカーズ』以来約2年振りのことである。

### 祭バージョン・竜バージョン15
2009年11月、同機種から派生した甘デジタイプのモデル『CRAぱちんこ必殺仕事人III 祭バージョン』（型式名：CRAぱちんこ必殺仕事人III祭バージョンL7）がリリースされた。また、2010年4月、同機種から派生した甘デジタイプのモデル『CRAびっくりぱちんこ必殺仕事人III 竜バージョン15』（型式名：CRAぱちんこ必殺仕事人IIIスーパー祭15ラウンド搭載バージョンL3）がリリースされた。
以上2機種については、CRAぱちんこ必殺仕事人III 祭バージョンを参照のこと。

### 携帯版実機アプリ
「CRぱちんこ必殺仕事人III」実機シミュレーションアプリ
2007年6月13日にはNTTドコモ・au・softbank向けの携帯サイト「京楽サプライズ」で「CRぱちんこ必殺仕事人III」実機シミュレーションのアプリの配信を開始した。実機との相違点は下記の通り。
- 中村家の背景・長屋の背景・縁日の背景が省略されている。
- 予告演出でカットイン予告・風呂敷予告・スベリ予告が省略されている。
- 猫、中村せん、中村りつ、組紐屋の竜、越前屋伝兵衛等は登場しない。
- 骨接ぎリーチ、簪リーチ、秀リーチ、秀SPリーチ、勇次リーチ、ストーリーリーチ、仕事人出陣チャンス、一撃必殺チャンスが省略されている。
- 主水SP・鉄SPリーチがアプリ版仕様になっている。
- 豪剣フラッシュ予告での仕事人がアプリ版に差し替えられている。
- 確変中限定の予告演出が省略されている。
- 仕事人がアプリ版仕様で登場している。
- 2R確変の演出もアプリ版仕様となっている。
- 著作権・肖像権の絡みから実写やラウンド時の映像や曲が省略されている。
- 玉ちゃん、タヌ吉くん、夏川純らプレミアキャラクターは登場していない。

「CRぱちんこ必殺仕事人III 桜バージョン」実機シミュレーションアプリ
2008年11月には「京楽サプライズ」で「CRぱちんこ必殺仕事人III 桜バージョン」実機シミュレーションのアプリの配信を開始した。基礎のアプリに演出アプリをダウンロードして組み合わせることで実機に近い演出が加わり、中村家の背景・長屋の背景・縁日の背景、釣りリーチ、骨接ぎリーチ、簪リーチ、秀リーチ、秀SPリーチ、勇次リーチ、勇次SPリーチ、悪人リーチ、必殺悪人リーチ、元締指令、刺客モード、風呂敷予告など先代のアプリに無かった機能が加わった。また更には越前屋伝兵衛等のキャラクターも登場した。実機との相違点は現在下記の通り。
- 仕事人がアプリ版仕様で登場している。
- 予告演出でカットイン予告が省略されている。
- 組紐屋の竜が登場しない。
- 仕事人出陣チャンス、一撃必殺チャンスが省略されている。
- 中村家モード中は真剣フラッシュ予告が発生してもリーチにならない事がある。
- 主水SP・鉄SPリーチ、秀SPリーチ、勇次SPリーチがアプリ版仕様になっている。
- 秀SPリーチ、勇次SPリーチが屋根の上からの攻撃パターンになっている。
- 豪剣フラッシュ予告での仕事人がアプリ版に差し替えられている。
- 悪人必殺リーチでの仕事人がアプリ版に差し替えられている。
- 変動中におとつが出現すると捕縛確定。釣りリーチからの『おとつ追っかけ』は実機と同じ。
- Pフラッシュ発生での確変大当たりが発生しない事がある。
- 確変中限定の予告演出が通常の泥棒予告に差し替えられている。また確変中の風景も通常版の確変中限定仕様に差し替えられている。
- 確変中の必殺裏稼業モードの「必殺○回目」の数字表示がゴシック帯になっている。
- 著作権・肖像権の絡みから実写が省略されている。また大当たりラウンド時の映像がアプリ版仕様に差し替えられている。
- 確変大当たりで流れる「荒野の果てに」と、極悪人筆頭成敗の大当たりで流れる「月が笑ってらぁ」と「あかね雲」と「櫻の花のように」と「想い出の糸車」と、時短中に流れる「冬の花」がインストゥルメンタル風で流れる。確変中の必殺裏稼業モードで流れる「月が笑ってらぁ」と「あかね雲」と「櫻の花のように」と「想い出の糸車」もインストゥルメンタル風で流れる。
- 玉ちゃん、タヌ吉くん、川村ゆきえらプレミアキャラクターは登場していない。

## 図柄
- 確変図柄：三・五・七・仕・事・人
- 通常図柄：一・二・四・六・八・九（条件により確変昇格もあり）

## 役物
以下に、盤面に配置されている役物について説明する。

### 真剣
- 液晶画面の上部に、横向きに配置されている、日本刀の役物。前作『激闘編』から引き続き登場している。
- 『激闘編』公式HPによると「主水愛用の日本刀」との位置づけがある。
- 鞘が抜かれると、白刃が画面演出と連動して閃光を放つ仕様。また、各リーチにて仕事人が攻撃をする際には、上部から鍔部分が照明されている。
- 「真剣フラッシュ予告」「擬似連予告」「消灯予告」「主水SPリーチ」「真剣＆豪剣ダブルフラッシュ（STリーチ、復活演出）」「真剣連打」等と、多くの演出に使用される。

### 豪剣
- 液晶画面の右部に、柄を上にして縦に配置されている、前項・真剣よりも一回り大きい日本刀の役物。本作から登場した。
- 真剣と同様に、鞘が抜かれると、白刃が画面演出と連動して激しく閃光を放つ。
- 「豪剣フラッシュ予告」「真剣＆豪剣ダブルフラッシュ（STリーチ、復活演出）」等と、激アツや大当たりに直結する演出にて活躍する。
- 特に「主水豪剣リーチ」は、他の全ての役物・発光演出を伏せて、豪剣のみが閃光を放つ特別の演出となっている。

### 閃光X斬り
- 盤面にX字に大きく配置された、前作『激闘編』から連続登場の発光型役物。
- 真剣や豪剣と連動して、画面演出もろとも、盤面全体をX字に鋭く切り裂く。
- 『激闘編』の初登場時には、当時珍しい演出方法であったこともあり、『激闘編』ヒットの一因にもなった。
- 本作の公式HPには、「これぞ真髄・閃光X斬り／元祖にして唯一無二、数多の亜流と一線を画する本物の醍醐味」との紹介がある。

### 障子役物
- 通常は液晶画面の左右に隠れており、演出時に左右から現れる、障子をイメージする可動役物。
- 役物自体は格子状になっており、障子紙が貼られているものではない。「勇次障子予告」では様々なセリフを表示し、「元締指令」では左右から現れて泥棒の影を映す障子になり、「ファイナルチャンス」では図柄を一旦隠したりするなど、画面と連動して多彩な演出を行う。

### 炎役物
- 炎役物は、豪剣を中心に盤面を大きく取り囲む、炎をイメージした発光型役物。
- 全ての演出において、さまざまなライティングで稼働する。
- 特に「頼み人予告」では、頼み人の恨みを背負った炎が豪剣に集まり、豪剣がガタガタと振動〜仕事人が出陣（豪剣フラッシュ）へと繋がる、連動演出がある。

## モード解説

### 通常
基本ステージ
基本ステージ（背景）は以下の3つで、滞在中のステージによってステップアップ予告の演出が若干変化する。
- 城下町
- 縁日
- 長屋

演出は「捕物ストーリー予告」をメインとし、「勇次障子予告」、「仕事人予告」、「カットイン予告」、「暗転予告」、「左右同時停止予告」と様々である。詳しくは下記予告演出参照のこと。
中村家モード
りつの「あなた、お掃除してください」の台詞と共に背景が中村家の玄関前に変化。このモード中は一部の予告演出が変化する。突入時の回転でリーチが掛かった場合は大当たり確定となる。30回転回すかノーマルリーチロング以上に発展すれば終了となる。なお、時短中にこの演出が発生すると確変大当たり確定となる。
元締指令モード
いわゆるミッションモードで、3分以内に泥棒を捕まえれば大当たり確定となる。また、突入時の回転でリーチが掛かった場合は大当たり確定となり、突入時の回転で青以外の泥棒が現れた場合はリーチ確定となる。基本的には「3分以内に泥棒を捕えよ」という指令が下されるが、「青泥棒を捕えよ」「赤泥棒を捕えよ」「ゼブラ泥棒を捕えよ」「豹柄泥棒を捕えよ」の色指定指令が下された場合は大当たり確定となる。なお、途中で「追加指令」で色指定指令が下された場合も大当り確定となる。追加指令・泥棒の色指定はプレミアム扱いとなっているが、この演出に限って確変大当り確定ではなく通常大当りも存在する。全ての演出共通で、捕獲した泥棒の色によって確変大当りの期待度が変化する（青<赤<ゼブラ)。捕獲の泥棒が豹柄泥棒のときと時短中にこの演出が発生すると確変大当りが確定する。
刺客モード
デジタル回転と同時に背景が突然「雷雲&橋」に変化し、黒ずくめの刺客が現れるモード。1回転限定の激アツモード。発生した時点で仕事人SPリーチへの発展が確定する。同時に真剣フラッシュの予告が発生し、疑似連続回転が継続する毎に刺客が1人ずつ増えていく。鯉が飛び跳ねれば擬似連の継続が確定となる。疑似連がストップした時点で仕事人のうち誰かが現れ、一気に刺客を倒し、リーチがかかる。刺客は3人以上なら期待度アップ、4人まで増えると確変大当たり確定。また刺客を倒した仕事人が誰かによっても期待度が変化し、秀<勇次<鉄<主水<竜の順に期待度が高い。竜の場合は確変大当たり確定となる。玉ちゃんが登場するパターンや背景が「サンシャイン栄」や「ハワイ」のプレミアパターンもあり、これらは出現時点で確変大当たりが確定する。
主水釣りモード【桜Ver.のみ】
背景が川のたもとに変化。「釣りリーチ」と同様、主水が仕事をさぼって釣りに興じている。予告演出が独自の「捕物ストーリー予告」「釣り予告」が中心となる。突入時の回転でリーチが掛かった場合は大当たり確定となる。30回転回すかノーマルリーチロング以上に発展すれば終了となる。ミニキャラ予告は基本ステージに準ずる。詳しくは下記予告演出参照のこと。
勇次桟橋モード【桜Ver.のみ】
1回転限定のモード。背景が桟橋の前に変化。発生時点で、リーチもしくは連続すべり予告が確定する（リーチ無しもある）。勇次が登場して障子予告を出す。ミニキャラ予告は基本ステージに準ずる。

### 確率変動・時間短縮
必殺裏稼業モード
16R確変大当たり終了後に突入するモード。さらわれた「おふゆ」を救出するために極悪人一味を倒していくというストーリーとなり、確変大当たりのラウンド終了後に、「次の敵」が紹介され、極悪人リーチ時に登場する。最終的には5連荘すると「おふゆ」を救出することができる。「おふゆ」を救出すると今度は「おあき」がさらわれる事となる。おふゆ等を救出した大当たりラウンドは、救出した仕事人の専用ムービーが歌付きで流れる（後述参考）。それ以外の基本的な演出は必殺仕事人モードと同じである。極悪人は刺客→下忍→くのいち→虚無僧→筆頭となるが、初回のみ下忍からスタートとなる。また、さらわれるキャラクターは5連荘ごとに「おふゆ」→「おあき」→「田中様」→「せん・りつ」→「玉ちゃん」→「たぬ吉くん」の順に変化していく。モード中の背景は夜の城下町に固定されるが、連荘回数が20回以上になると金色の背景となる。
必殺仕事人モード
突然確変に当選するとこのモードに突入する。捕縛した「おとつ」が、実は仕事人を捜していた頼み人で、おとつの敵「悪徳商人・越前屋伝兵衛」に対する“仕事”を引き受けるストーリーとなる。そのため極悪人リーチの相手は悪徳商人に固定されている（この場合の悪徳商人は仕事人SP発展確定にはならない）。時短と同じく表稼業系リーチや悪人リーチに発展することはない。加えて、極悪人リーチで当たることはなく、極悪人リーチを経由しないパターンの鉄SPリーチや、秀リーチは発生しない。モード中の背景は夕方の城下町で固定される。
時短中
通常図柄の大当たり終了後は、100回転の時短に突入する。時短中は原則的に表稼業系リーチや悪人リーチに発展しないが、もし発展した場合は大当り確定となる。ノーマルリーチでハズレる場合は必ず障子が開く「ロングバージョン」となるため、障子が開かずにノーマルリーチで停止すると表稼業系リーチ発展が確定する。おとつ捕物・おとつ追っかけチャンスは出現時点で捕獲が確定となる。背景の城下町・縁日・長屋は夜明け前の風景で固定される。時短中は通常時に比べて確変大当たりを引いた場合、確変図柄のリーチから大当たりするパターンが多くなっているため通常時よりも確変図柄のリーチの信頼度が上がっている。その代わり単発図柄で大当たりした場合の昇格率も若干下がっている。

## 予告演出

### 変動開始時の予告
真剣フラッシュ予告
デジタル変動直後、効果音と同時に盤面上部の刀役モノの鞘が開放し、フラッシュする。疑似連続予告になっており、連続回数が多いほど期待度アップとなる。同時に連続回数が多いほど大当たりした場合の確変昇格期待度も高くなる。最大で4回発生する。稀に真剣フラッシュが発生せずに疑似連続予告になることもある。
- 1回：ノーマルロング以上確定
- 2回：スーパーリーチ確定
- 3回：実写系SPリーチ確定
- 4回：主水SPリーチ確定で確変大当たり確定

なお、「実写系SPリーチ」とは、悪人必殺リーチ、もしくは仕事人SPリーチの両リーチを併せたものをそう表記するとする。
背景変化予告
変動開始と共に背景が変化する予告。城下町から長屋、縁日へのステージチェンジはリーチ確定となる。
- 気象変化：城下町のみ気候変化があり、「晴れ背景」→「雨背景」→「雨上がり背景」→「晴れ背景」の順にチェンジする。雨背景は突入時にリーチ確定となる。
- 夜：各背景で夜になる事があり、その場合は実写系SPリーチへの発展が確定する。夜背景から表稼業系のリーチへ発展した場合は大当たり確定となる。
- モード変化：別のモードへと移行する場合がある。それぞれ、中村家モード、元締指令モード、刺客モード参照。

ミニキャラ予告
背景のいたるところに現れるミニキャラが現れる。基本的に多ければ多いほど期待でき、全て出てくれば確変大当たり確定となる。
- ネズミ：ボタンが点灯し、押すとネズミが「チュー」と鳴く。「チューチューチュー」ならスーパーリーチ確定で、猫が登場してネズミを捕まえれば確変大当たり確定。
- スズメ・ツバメ：1匹だけの出現ではあまり意味のない予告となるが、3匹出現した場合はスーパーリーチが確定。2匹ずつの4匹した場合は、チャンス目が停止して仕事人出陣チャンス・主水豪剣リーチに発展するか、リーチが掛かっておとつ追っかけチャンス発展のいずれかが確定する。また、捕物ストーリー予告のおとつと複合した場合は必殺仕事人モードへの突入が確定となる。
- 飛脚・鯉のぼり：中図柄が左図柄の±1の範囲で止まる。また、擬似連続予告の終了も確定する。
- 蝶：擬似連続予告の継続が確定する。継続せずにリーチが掛かった場合は大当たり確定。【桜Ver.】では大小の2種類に分かれ、大きい蝶（通常版と同じもの）は擬似連続予告・連続すべり予告の継続確定。小さい蝶は連続すべり予告以上が確定するのみなので、リーチ無しの場合もある。
- 桜：画面右に桜が散っていれば左図柄に確変図柄が止まる。通常図柄でリーチがかかった場合は確変大当たり確定となるが、ガセの泥棒すべりでリーチがかからなかった場合と一撃必殺チャンスに発展した場合は例外となる。

### 捕物ストーリー予告
通常時及び時短中に発生するステップアップ予告。滞在中のステージによって演出が若干変化するが、期待度はどれも同じである。
基本演出
- 城下町Ver
  1. 泥棒出現
  2. 田中様が出現し、捕獲を試みるが失敗
  3. 主水が登場して泥棒と揉み合いになる：リーチ確定
  4. 捕獲成功：スーパーリーチ確定
  5. リーチ後、桜吹雪と共に主水が再登場：仕事人SPリーチ確定
- 長屋Ver
  1. 泥棒出現
  2. 猫が驚いて逃げる
  3. 鉄が登場して泥棒と揉み合いになる：リーチ確定
  4. 捕獲成功：スーパーリーチ確定
  5. リーチ後、桜吹雪と共に鉄が再登場：仕事人SPリーチ確定
- 縁日Ver
  1. 泥棒出現
  2. 町娘おみつが登場し、泥棒と激突
  3. 秀が登場して泥棒と揉み合いになる：リーチ確定
  4. 捕獲成功：スーパーリーチ確定
  5. リーチ後、桜吹雪と共に秀と町娘が再登場：仕事人SPリーチ確定

チャンスアップパターン
- ステップ1の泥棒の色によって期待度が変化
  - 青：通常パターン
  - 赤：スーパーリーチ確定
  - ゼブラ：実写系SPリーチ確定（仕事人出陣チャンスのST系リーチ含む）
  - 豹柄：確変大当たり確定
  - おとつ：捕獲に成功すれば必殺仕事人モードに突入する。
- 真剣フラッシュ予告と複合した場合、疑似連続回転時に泥棒の色が変わる事がある
- ステップ2の時点で田中様が泥棒を捕獲した場合は確変大当たり確定
- ステップ4の時点で表稼業リーチへ行くことはない（行くことがあれば大当たり確定）
- ステップ5の時点で表稼業リーチ、悪人&悪人必殺リーチへ行くことはない（行くことがあれば大当たり確定）
- ステップ5を伴ってノーマルショートリーチで終わり仕事人出陣に発展するパターンがある

喝予告
捕物ストーリー予告がステップ3以下の場合に発展する場合がある予告。救済ステップアップでステップ5のタイミングで城下町Verなら「せんとりつ」が「婿殿！」&「貴方！」と一喝をいれれば実写系SPリーチ確定となる。長屋ver、縁日verなら「主水」が登場して「しっかりしろ！」と一喝される。

### 風呂敷予告
捕物ストーリー予告がステップ1で止まり、泥棒が青泥棒で発展する場合がある予告。泥棒が風呂敷を落とし、ボタンを押すと風呂敷の中身が出現する。中に入っているアイテムにより期待度が変化する。
- なし：ガセ演出であるが、リーチが掛かれば大当たり確定（2R含むすべての大当たり）
- 饅頭：ガセ演出であるが、リーチが掛かれば期待度大幅アップ（2R含むすべての大当たり）
- 寛永通寶：リーチ確定
- 小判：スーパーリーチ確定
- 千両箱：実写系SPリーチ確定
- 串団子：連続すべり予告＆リーチ確定　（桜Ver.のみ）
- 扇：悪人リーチへ発展
- 葉っぱ：極悪人リーチの剣客に発展
- 銃：極悪人リーチの女殺し屋に発展
- 煙管：極悪人リーチの悪徳商人に発展
- 金槌と釘：秀関連のリーチへ発展
- 三味線：勇次関連のリーチへ発展
- 骨つぎ看板：鉄関連のリーチへ発展
- 十手：主水関連のリーチへ発展
- 鈴付き組紐：竜SPリーチへ発展（確変大当たり確定）
- その他：京楽マーク、たぬ吉くん、パチまげ君、玉ちゃん、招き猫、金鯉、ピンクスズメは確変大当たり確定

### すべり予告
捕物ストーリー予告がステップ2以下の場合に発展する場合がある予告。右図柄停止後、泥棒が登場して図柄を盗む。捕物ストーリー予告と同様、泥棒の色によって期待度が変化する。
青泥棒ではガセが多いが、赤だとスーパーリーチ確定、ゼブラだと実写系SPリーチ確定、豹柄だと確変大当たりが確定する。秀が登場して泥棒を蹴散らす「秀すべり予告」や、勇次が登場して右図柄を吊り上げる「勇次すべり予告」も存在し、これらのパターンが発生した場合は実写系SPリーチへの発展が確定する。そのため、表稼業系のリーチに発展すると大当たり確定となる。また、どのパターンでもチャンス目がとまって仕事人出陣リーチになる場合がある。
通常版のぱちんこ必殺仕事人IIIのみ発生する「真剣フラッシュ」でのすべりが発生する場合は通常よりも早く図柄が停止を始め、停止後は保留ランプを消費せず、再度変動後演出でリーチが発生。擬似2連以上との複合で大当たり確定となる。

### 連続すべり予告
桜バージョン以降に搭載された疑似連続予告で、上記のすべり予告とは異なる。疑似連は最大4連までで、一回目もしくは二回目に限りガセの可能性がある。
右図柄が止まると見せかけ滑って停止し、中央に中村主水図柄が停止すれば継続確定となり、主水の「いくぜ!」のかけ声と共に次の変動が始まる。　
疑似1→ガセ滑りあり　
右図柄が滑って、主水図柄が真ん中に止まり「いくぜ！」真剣F有りなら青い炎が出る。無しなら出ない。　
※右図柄が滑りそのままリーチすると少し熱い。　
疑似2→ガセ滑りあり　
右図柄が滑って、主水図柄が真ん中に止まり
「いくぜ！」真剣F有り無し関わらず黄色い炎が出る。　
※普段はリーチがかかることが無いが、スーパー発展なら熱い（当確でない）　
疑似3→スーパーリーチ以上確定　
疑似1、疑似2で真剣F無しでも疑似3以降は真剣F発動する。
ここで表稼業系スーパーに発展しても当確でない。右図柄が滑り、真ん中に主水図柄が止まると赤い炎が出る。　
※捕物SUでおとつが出現すると捕獲確定（突然確変）また、おとつ追っかけチャンスも捕獲濃厚　
疑似4→実写系SPリーチ確定　
信頼度が上がるが、過度の期待は禁物。右図柄が滑り、主水図柄が止まると虹色の炎が出る。　
疑似5→確変大当り確定　
※ガセ滑りを否定し、最終的にリーチが確定する演出　
・真剣F  
・捕物SU3
・風呂敷予告「串団子」　
・勇次障子予告「継続」【桜Ver】 
・勇次障子予告「いくぜ！」【祭Ver以降】 
・豪剣振動予告【桜Ver以降】　
・ミニキャラ　ネズミ「チューチューチュー」 
・ミニキャラ　大きい蝶

### 勇次障子予告
デジタル変動直後に勇次が登場し、ボタンを押すように指示される。ボタンを押すと糸で障子を引くアクションを起こす。障子役物が作動すると、そこに様々な文言が書かれているという演出。捕物ストーリー予告や風呂敷予告とは複合しないが、祭バージョン以降は、捕物ストーリーに変化することがある（この場合連続予告は終了する）。
障子を引くアクション・障子の色について
- 【弦が切れる（障子が出てこない）】非テンパイ確定。真剣フラッシュを伴った際は疑似連継続が確定する。祭りバージョン以降は連続すべり予告の発生が確定。
- 【白】通常パターン。プレミア文言・絵は白でしか発生しない。
- 【血飛沫】スーパーリーチ確定
- 【赤】実写系SPリーチ（仕事人SP・悪人必殺）確定

文言について
障子を引いた際に書かれている文言によって期待度が変化する。【項目】内で上位に記した文言ほど期待度が大きいことを示す。
筆文字フォント（詳細不明）を使用。祭バージョン以降は文面が異なる。
- 【ほぼガセ】（桜Ver.で追加）
  - 「もしや？」
  - 「まさか!?」

- 【連続すべり予告・擬似連確定】（桜Ver.のみ）
  - 「継続」

- 【連続すべり予告・擬似連確定】（祭Ver.以降）
  - 「いくぜ！」（主水のシルエット絵に赤文字で記載）

- 【リーチ確定】
  - 「・・・。」（桜Ver.ではガセもあり）
  - 「リーチの気配」

- 【秀関連のリーチ確定】
  - 「期待されたのは秀」
  - 「恋に落ちたのは秀」

- 【勇次関連のリーチ確定】
  - 「期待されたのは勇次」

- 【鉄関連のリーチ確定】
  - 「期待されたのは鉄」
  - 「訪ねてきたのは、鉄」

- 【主水関連のリーチ確定】
  - 「期待されたのは主水」
  - 「さぼっていたのは主水」

- 【裏稼業リーチ確定】
  - 「恨み買います」
  - 「仇討ちます」
  - 「悪いやつほどよく笑う」
  - 「出陣」
  - 「命」
  - 「罠」

- 【仕事人SPリーチ確定】
  - 「必殺！」　《劇場版『必殺！』シリーズに由来》
  - 「表か裏か…」　《劇場版『必殺! III 裏か表か』に由来》
  - 「恨み晴らします」　《劇場版『必殺4 恨みはらします』に由来》

- 【秀SPリーチ／悪人必殺リーチ・秀確定】
  - 「恋に燃えたのは秀」　《「恋に…」は恋愛関係のエピソードが多かった秀に由来》

- 【勇次SPリーチ／悪人必殺リーチ・勇次確定】
  - 「南無阿弥陀佛」　《勇次の裏稼業時の羽織に「南無阿彌陀佛」の文字が認められている》

- 【鉄SPリーチ／悪人必殺リーチ・鉄確定】
  - 「心配無用」　《「新必殺仕置人」各回サブタイトルに由来》

- 【主水SPリーチ／悪人必殺リーチ・主水確定】
  - 「やる気になったのは主水」

- 【確変大当たり確定（プレミア演出）】
  - 「主水、ぱちんこになる」　《『新・必殺仕事人』等の「仕事人シリーズ」各回サブタイトルに由来》
  - “京楽マーク”
  - “たぬ吉君の顔”
  - “玉ちゃんの顔”
  - “キリンの絵”　（桜ver.のみ）

その他
「…。」の“血飛沫”“赤”は大当たり確定。
真剣フラッシュ予告と複合した場合、疑似連続回転時に仕事人予告の2人Ver.に変化する事がある
文言に散見される「〜なのは○○」のフォーマットは、『必殺仕事人III』各回サブタイトルに由来。
発展先に特に指定がなく、実写SPリーチが確定している場合、勇次SPの発展率が高くなる。

### 仕事人予告
画面左側から仕事人が登場し、右図柄を攻撃してリーチを発生させる予告。基本的に現れた仕事人のリーチに発展するが他のリーチに発展しても大当たり確定ではない。チャンスアップで炎を纏っているとその仕事人に実写系SPリーチへの発展が確定となる。この場合、別の発展先だと確変大当たり確定となる。
助っ人
仕事人が右図柄を攻撃せず（勇次の場合は障子に糸を掛けず）、右から仕事人が助っ人としてもう1人登場するパターン（基本は主水が助っ人となり、主水の場合は鉄が助っ人に加わる）が発生した場合は背景は「雷雲&橋」となり、2人で言葉を掛け合い出陣し、必ず左右同時停止にてテンパイとなる。この演出発生で実写系SPリーチへの発展が確定となる。発展先は先に現れた仕事人のSPリーチになることが基本である。真剣フラッシュ予告と複合すると期待度はアップし、2人登場のパターンになる確率もアップする。なお、2人登場の演出が確変中に来た場合は当たれば確変確定となる。
- 主水「秀、仕事だぜ」→秀「奴ら、許せねぇ」：秀SPリーチor主水SPリーチ
- 主水「頼むぜ、三味線屋」→勇次「あぁ、まかせな」：勇次SPリーチor主水SPリーチ
- 主水「ぬかるなよ、鉄」→鉄「主水、てめぇこそ」：鉄SPリーチor主水SPリーチ
- 鉄「行くぜ八丁堀」→主水「ぬかるなよ、鉄」：主水SPリーチor鉄SPリーチ

### その他の変動中予告
カットイン予告
デジタル変動中に画面が暗転し、実写の仕事人のモノクロ画像が表示される。表示された仕事人の仕事人SPリーチへの発展が確定する。「たぬ吉くん」「玉ちゃん」「組紐屋の竜」「京楽ロゴ」「時代劇『必殺仕事人III』OPタイトル」「夏川純（通常版のみ）」「川村ゆきえ（桜ver.のみ）」「せん・りつ（必殺10回目以上限定）」はプレミア演出となり確変大当たり確定。プレミア演出以外は真剣フラッシュ予告とは複合しない。
暗転予告
図柄停止時に図柄が消灯する予告。全ての図柄が消灯すると仕事人出陣チャンスへ発展する。左⇒右⇒中の順に消灯していくのが通常パターンであるが、中図柄停止時に突然全消灯するパターンも存在する。通常時の保留4で発生しても全消灯しないガセもあるが、時短中の消灯発生は全消灯確定となる。なお、リーチ確定予告と暗転予告が複合した場合は全消灯確定となる。全図柄暗転時の図柄の並びが左から「四・五・二」なら大当り確定、「仕・事・人」なら確変大当り確定となる。
左右同時停止予告
左右の図柄が同時に停止する予告。この予告は内部的には2種類に分かれていて、ノーマルリーチ対応と極悪人リーチ以上対応のものが存在する。ノーマルリーチ対応の場合はハズレ確定となっているが、極悪人リーチ対応の場合は仕事人SPリーチへ発展して大当たりする場合もある。前者の発生条件は「30回転以上リーチがかからなかった場合」であるため30回転以内にリーチがかかっていて同時停止が発生した場合は極悪人リーチ以上確定となる。

### リーチ後予告
障子予告（桜Ver.のみ）
図柄テンパイ後、閉まった障子の色が「赤色」だった場合は頼み人予告が確定し、信頼度も若干アップする。さらに障子役物が閉まって、稲妻閃光が発生すれば仕事人SPリーチへの発展が確定し、大当たり期待度も大幅にアップする。ハッスルの障子は大当たり確定。
なお、赤障子（稲妻閃光含む）で頼み人が不在だった場合（悪人リーチ・悪人必殺リーチ発生）は大当たり確定となる。
頼み人予告
ノーマルリーチ中に障子が開き、仕事を依頼する「頼み人」が登場すれば極悪人リーチへ発展する。頼み人の基本は青色の着物を着た「おふゆ」であるが、「おふゆ」が赤い着物を着ているや「おあき」や「老人・相模屋惣兵衛」なら仕事人SPリーチが確定する。「おふゆ」や「おあき」は涙を流すことがあり、その場合も仕事人SPリーチ発展が確定となる。「老人・相模屋惣兵衛」は極悪人が「悪徳商人・越後屋伝兵衛」と発展先が固定される。故に発展経路を示唆しない「おあき+涙」の方が期待度は高い。また、頼み人の代わりに仕事道具が登場した場合、対応する仕事人SPリーチへの発展する。「刀」なら主水SPリーチへ、「“骨つぎ”看板と手袋」なら鉄SPリーチへ、「三味線」なら勇次SPリーチへ、「簪」なら秀SPリーチへの発展が確定する。発展矛盾で確変大当たり確定となる。
豪剣フラッシュ予告
上記の予告発生後、盤面右の刀役モノの鞘が開放して激しくフラッシュし、同時にトランペットの「殺しのテーマ」が流れ、画面に仕事人たちの実写映像が表示される予告。発生すれば仕事人SPリーチへの発展が確定し、期待度大幅アップとなる。なお、確変中にこの予告が発生した場合は当たれば確変確定となる。豪剣が開く直前のタイミングでボタンを1回押すと、豪剣フラッシュ予告発生時にチャルメラのメロディーが流れる場合がある。この場合は確変大当たり確定となる。
桜Ver.では豪剣フラッシュより信頼度の高い「桜豪剣フラッシュ」（確変中は確変大当たり確定）

### 特殊ステージ中の予告演出

#### 中村家モードの予告
中村家モード中は専用の予告演出が発生する。チャンスボタンを押すことによって主水があくび、くしゃみ、箒で居合い、泥棒に気付くの計4パターンのアクションをする。あくびで仕事人出陣チャンスに発展することあり、居合いは擬似連続予告に可能性がある。居合いについては真剣フラッシュを伴わない場合があるので保留に注意する必要がある。突入時に蝶が舞っていれば突入回転でのリーチになるので大当たり確定となる。時短中専用の霧が立っている朝背景もあり、その場合は突入した時点で確変大当たり確定となる。
ステップアップ予告
1. 泥棒が出現し、チャンスボタンが光る
2. チャンスボタンを押し、主水がアクションをとる
3. 泥棒を発見し、揉み合いになる
4. 泥棒を捕獲：スーパーリーチ確定
5. リーチ後、桜吹雪と共にりつが登場：実写系SPリーチ確定

お膳予告
頼み人予告の代わりに発生し、メザシの数（1本<2本<3本）によって期待度が変化する。なお、3本の場合は仕事人SPリーチ発展確定となり、メザシではなく鯛の尾頭付きが出た場合は確変大当たり確定となる。鯛の尾頭付きではせんとりつの表情も変化する。この「メザシの本数で期待度が変化」という演出方法は、主水演ずる藤田まこと本人の発案によるものである。
左右同時停止予告
りつの「あなた、ごはんですよ」の声で左右図柄が同時停止・リーチが成立する。この場合、必ずお膳予告に発展する。

#### 元締指令モードの予告
左右の障子役モノが半分ほど閉じる演出が発生し、チャンスボタンで左右どちらかを指定して泥棒がいれば主水が現れて捕縛を試みる。選択したほうに泥棒でなく小キャラがいれば基本的にガセとなる。町娘が登場した場合は真剣フラッシュを伴わずに擬似連続予告が発生する場合がある。仕事人出陣チャンスには暗転予告のみ発展する。モード突入時に捕獲する場合もあり、元締指令モード突入時に片方のみ影がある場合は激アツ。
元締め指令モード突入時の指令の泥棒が青以外の泥棒の場合や泥棒が居ない場合、色を指定した指令が出た場合や、モード中に突然障子が締まり「追加指令」が発生すれば大当たり確定となる。
また、捕獲した泥棒の色で確変期待度が変化する（青＜赤＜ゼブラ）。追加指令や指令の泥棒が色つきならばプレミアムだが、確変大当たり確定ではないので注意。
ステップアップ予告
1. 泥棒出現し、チャンスボタンの左右を押す
2. 泥棒がいれば主水が現れ、揉み合いになる
3. 泥棒を捕獲：大当たり確定
4. リーチ後、桜吹雪と共に主水が登場

#### 確率変動中限定の予告演出
ステップアップ予告
高確率中は、ステップアップ予告がパネル形式のものに変化する。デジタル変動中に仕事人の実写画の描かれたパネルが出現し、仕事人が切り替わっていく。基本的には止まった段階の仕事人のリーチへ発展するが、異なる仕事人へのリーチに発展した場合は確変大当たり確定となる。
1. 秀（非拡大）：対応する仕事人がいないのでどの仕事人にも発展する可能性がある
2. 秀：リーチ確定、仕事人SPに発展すれば秀SPリーチに発展
3. 勇次：スーパーリーチ確定、極悪人リーチか勇次SPリーチに発展
4. 鉄：鉄SPリーチへの発展確定
5. 主水：主水SPリーチへの発展が確定し、確変大当たりも確定となる。主水の代わりに竜や夏川純が登場した場合も確変大当たり確定。

リーチ後予告
確変中はリーチ後予告が実写映像のものに変化する。頼み人（頼み料）予告の場合は一分銀のパターンと小判のパターンが存在し、小判なら仕事人SPリーチへの発展が確定、確変期待度アップとなる。このほかにも仕事人の実写映像が流れるパターンも存在し、発生すれば仕事人SPリーチへ発展確定と期待度大幅アップになる。また、前述のとおり「豪剣フラッシュ予告」が発生した場合は当たれば確変確定となる。

### P-フラッシュ予告
効果音と共にハンドルがフラッシュして回転。発生すれば確変大当たりが確定する。発生タイミングは
- リーチとなる変動開始時
- テンパイ直後
- ファイナルチャンス（再抽選時）

のいずれかとなる。
プレミア演出との複合発生は、通常版では無いが、桜Ver.では複合発生することもある。

## リーチ演出
リーチが掛かると障子が閉じる演出が発生する。
ノーマルリーチショート
そのまま図柄が停止する。その後は表稼業系のスーパーリーチへ発展する場合があるが基本的には期待度は低い。
ノーマルリーチロング
障子が開き、空き部屋だった場合はそのまま図柄が停止する。その後は悪人リーチに発展する場合があるがこちらも期待度は低い。
頼み人演出
障子が開いて空き部屋ではなかった場合、頼み人や仕事道具が出現して極悪人リーチに発展が確定する。
屋敷潜入演出
頼み人予告・仕事道具予告発生後は画面が暗転し、盤面右の刀役モノの鞘が少しだけ開放して上下に揺れる演出が発生する。この時、鞘が完全に開放すると「豪剣フラッシュ予告」となる。その後、天井裏から屋敷の中に潜入する演出が発生する。

### 表稼業リーチ（障子非開放時に発展するリーチ）
ノーマルリーチショートハズレ後、背景の障子に文字が表示されるとこれらのリーチへ発展する。仕事人たちの昼間の仕事、つまり「表稼業」が舞台のリーチである。通常時、夜背景予告から表稼業リーチに発展すると、大当たり確定となる（「裏稼業の時間に表の仕事を行っている」という矛盾＝法則崩れが発生するため）。
釣りリーチ
ノーマルリーチハズレ後、背景の障子に番屋を示す「番」の文字（正確には○の中に番の文字）が表示されると発展する。番屋を開けると主水が仕事をサボって釣りをしており、田中様に見つかって一喝される。鯉を釣り上げれば大当たりとなり、下駄を釣り上げた場合はハズレとなる。くのいちの「おとつ」を釣り上げた場合は「おとつ追っかけチャンス」に発展し、おとつの捕獲に成功した場合は必殺仕事人モードへ突入する。赤い鯉だと期待度アップ、青い鯉が跳ねた場合は突確を含む大当たりが確定する。
簪リーチショート
ノーマルリーチハズレ後、背景の障子に「飾り職 秀」と表示されると発展する。秀が町娘・おみつの簪を修理する。-2コマで金槌が壊れるまでがショートであり、復活当たり以外の大当たりはない。スズメが通るとロングへの発展の期待度アップ、飛脚が通るとロングへの発展が確定する。飛脚が通過してロングへ発展しなかった場合は、法則崩れとなり大当たり確定となる。ビッグスズメが通過した場合やおみつが修理を頼む際にハートマークが出れば確変大当たり確定となる。
簪リーチロング
当たり図柄の2コマ手前から炎を纏いだし簪を直すリーチ。秀が真っ黒にならずに簪を直せば大当たりとなる。
骨接ぎリーチ
ノーマルリーチハズレ後、背景の障子に「骨つぎ 鉄」と表示されると発展する。中村家の部屋で、鉄がせんの腰痛の治療を行い、図柄を押し込めば大当たりとなる。ねずみが通過すると期待度アップで、白ければさらにアップ、ピンクで確変大当たり確定となる。桜バージョンからは鉄の長屋で主水に変わるが、祭バージョンではせんVer.主水Ver.の両方が存在し、主水が患者の方が若干信頼度が高くなっている。

### 裏稼業リーチ（障子開放時に発展するリーチ）
これより以降は仕事人たちの夜の顔、つまり「裏稼業」が舞台のリーチ演出である。
悪人リーチ
ノーマルリーチロングVer.外れ後、画面が暗転すると発展する。悪代官が芸者に襲い掛かり、逃げる芸者が池に飛び込む。その際に鯉が1匹跳ねれば悪人必殺リーチへの発展の期待度アップ、3匹跳ねれば悪人必殺リーチへの発展が確定する。ハズレ後、芸者の頭上に?マークが表示されると悪人必殺リーチへの発展率がアップし、!マークが表示されると悪人必殺リーチへの発展が確定する。また、中図柄がテンパイ図柄より±2以外で図柄停止の場合は悪人必殺リーチ発展確定となる。
悪人必殺リーチ
悪人リーチハズレ後、悪代官の頭上に!マークが表示されると発展。仕事人が悪人に天誅を下す。実写SPの中ではいずれも心もとない期待度ながらも秀<勇次<鉄<主水の順でチャンスアップし、主水ならそこそこ期待はできる。ただし、過度の期待は禁物。
極悪人リーチ
屋敷潜入演出後、極悪人が登場すると発展する。このリーチ自体の大当たり期待度は低いが、ハズレ後に仕事人SPリーチ（秀SPリーチ、鉄SPリーチ、主水SPリーチのいずれか）へ発展する場合があり、基本的には仕事人SPリーチへの繋ぎ役のリーチとなっているが、極稀に大当たり図柄を直撃して大当たりする場合もある。
登場する極悪人は大当たり期待度順に「悪徳商人・越前屋伝兵衛」＞「剣客・森本龍馬」＞「女殺し屋・あや」3人で、悪徳商人の場合は仕事人SPリーチへの発展が確定する（必殺仕事人モードを除く）。また、ハズレ後、極悪人の頭上に?マークが表示されると仕事人SPリーチへの発展率がアップし、!マークが表示された場合は発展が確定する。中図柄がテンパイ図柄より±3以上ずれて図柄停止の場合は仕事人SP発展確定&大当たり確定となる。
また、一言目のセリフが「…？」（んん？）の場合も同様に仕事人SP発展が確定となる。一言目を言った後、チャンスボタンを押せば二言目を聞くことができる。このセリフの中に仕事人を示唆する言葉を言えば発展確率がアップする（ただし、無難な仕事人が含まれる語句だと秀SPへの発展率が高い）。二言目のセリフには鉄を示唆するもの、主水を示唆するものがあり、各々の仕事人SP発展確定となる。発展先矛盾で確変大当たり確定となる。加えて、プレミアセリフも用意されておりこちらは出現地点で確変大当たり確定となる。
- 鉄示唆セリフ

剣客・森本龍馬：「念仏でも唱えるがよい」
女殺し屋・あや：「おじさんには、興味ないのよ。」
悪徳商人・越前屋伝兵衛、越後屋伝兵衛：「坊主は間に合っておるわ！」
刺客・次郎佐、三次、平四郎、金五郎：「坊主が何のようだ！」
下忍・佐助、才蔵、小太郎、半蔵、金丸：「貴様、観音長屋の!?」
くのいち・如月、弥生、葉月、水無月、美月：「念仏…」
虚無僧・赤城、日向、陸奥、比叡、金剛：「佐渡以来か、念仏よ！」（『必殺仕置人』にて、主水と鉄が初めて出会ったのが佐渡金山である）
用心棒・片桐兵庫、金桐兵庫：「素手で俺に勝てるか！」
姫・連姫、爆連姫：「何やら、品のない男だのう…」
大名・高坂弾正、黄金弾正：「我に念仏など無用!!」
- 主水示唆セリフ

剣客・森本龍馬：「その構え、奥山神影流…」
女殺し屋・あや：「十手持ちは嫌いなんだよ！」
悪徳商人・越前屋伝兵衛、越後屋伝兵衛：「貧乏同心風情が！」
刺客・次郎佐、三次、平四郎、金五郎：「昼行灯め！」
下忍・佐助、才蔵、小太郎、半蔵、金丸：「貴様、南町の!?」
くのいち・如月、弥生、葉月、水無月、美月：「八丁堀…」
虚無僧・赤城、日向、陸奥、比叡、金剛：「木っ端役人が！」
用心棒・片桐兵庫、金桐兵庫：「奉行所の犬が！」
姫・連姫、爆連姫：「何やら、貧相な男だのう…」
大名・高坂弾正、黄金弾正：「恐ろしい男だ…」
- プレミアセリフ

剣客・森本龍馬：「俺の卦が大凶っ!?」
女殺し屋・あや：「べ、別に当てるつもりじゃないんだからね！」
悪徳商人・越前屋伝兵衛、越後屋伝兵衛：「いい夢見ろよ」
刺客・次郎佐、三次、平四郎、金五郎：「まだまだ続くよ」「み、見逃してくれぬか…」
下忍・佐助、才蔵、小太郎、半蔵、金丸：「お祭りだ〜！」「にんにん」
くのいち・如月、弥生、葉月、水無月、美月：「いい夢、見せてあげる…」「あなたは死なないわ」
虚無僧・赤城、日向、陸奥、比叡、金剛：「まっ、前が見えん…」「まいった」
用心棒・片桐兵庫、金桐兵庫：「俺も仕事人になりたーい！」「俺の負けだ」
姫・連姫、爆連姫：「そなたが好きじゃ」「パチンコ玉が飛び出します」
大名・高坂弾正、黄金弾正：「大盤振る舞いじゃ！」「俺も年貢の納め時よ！」
共通：「京楽マーク」（セリフは「きょうらく!!」）
秀リーチ
屋敷潜入演出後、極悪人が登場せず、秀が登場した場合は秀リーチとなる。秀が水路で図柄を蹴散らしていき、-2コマの図柄を蹴破れば秀SPリーチへ発展する。このリーチには「桜吹雪」「キック時目に炎」「左足キック」というチャンスアップパターンがあり、チャンスアップが2つ複合した場合は秀SPリーチへの発展が確定（左足キックの場合は単体でも秀SPリーチへの発展が確定する）、3つすべてが複合した場合は確変大当たり確定となる。なお、チャンスアップが2つ複合した場合や豪剣フラッシュ予告発生時など、秀SPリーチへの発展が確定している状態であるにもかかわらず、発展せずにハズレた場合は、法則崩れとなり必ず復活演出が発生して大当たりとなる。当リーチの開始時からチャンスボタンを連打すると、画面を覆う炎役物が徐々に点灯するが、連打を続け図柄キック時に台枠が白く点灯すれば大当たりが確定する（裏ボタン）。時短中このリーチで当たると確変大当たりが確定する。

### 仕事人スペシャルリーチ（仕事人SPリーチ）
仕事人の実写映像が流れるリーチで、大当たりに最も関わりやすいリーチである。攻撃を決めるときに「必殺」のカットイン（悪人必殺リーチでは通常演出扱い）が入ると確変大当たりが確定する。
秀SPリーチ
秀が簪を図柄に突き刺す。仕事人SPリーチの中では最も期待度が低いリーチである。このリーチは秀リーチから発展するパターンと、極悪人リーチハズレ後に秀が登場して図柄を蹴とばして発展するパターンの2種類存在する。木の上から攻撃するパターンが通常であるが、屋根の上から攻撃するパターンが発生した場合は期待度アップとなる。確変中に屋根の上から攻撃するパターンが発生した場合は、当たれば確変確定となる。
勇次SPリーチ
勇次が図柄を吊り上げるリーチ。このリーチは極悪人リーチを経由せず、屋敷潜入演出から直接発展する。秀リーチと同様、三味線糸が木を伝い攻撃するパターンが通常であるが、屋根の上から攻撃する（糸も屋根を伝う）パターンが発生した場合は期待度アップとなる。確変中に屋根の上から攻撃するパターンが発生した場合は、当たれば確変確定となる。
鉄SPリーチ
鉄が骨外しで図柄を破壊するリーチ。このリーチは極悪人リーチを経由して発展するパターンと、屋敷潜入演出後、極悪人が登場せずにそのまま鉄SPリーチへ発展するパターンとが存在し、後者は期待度アップとなる。鉄が大当たり図柄を骨はずしした場合は大当たり確定（通常時は-1コマの図柄が串刺しになる）。確変中に大当たり図柄に骨はずしした場合は確変大当たり確定となる。
主水SPリーチ
極悪人リーチハズレ後、真剣フラッシュが作動し、閃光X字斬りで図柄を切り裂くと、このリーチへ発展する。仕事人SPリーチの中では最も期待度が高い。主水大当たり図柄を斬った場合は大当たり確定（通常時は-1コマの図柄が斬られる）。確変中にこのリーチが発生した場合は確変大当たり確定となる。
竜SPリーチ
テレビ『必殺仕事人V』などで京本政樹が演じた「組紐屋の竜」が登場するプレミアリーチ。発生した時点で確変大当たり確定。発生タイミングは勇次SPリーチと同様で、極悪人リーチを経由せずに発展する。なお、竜は前作『CR必殺仕事人激闘編』ではレギュラーキャラクターであった。

### 仕事人ストーリーリーチ（仕事人STリーチ）
仕事人の実写ムービーが終始流れるリーチで、通常時及び時短中は「仕事人出陣チャンス」から発展し、確変中は「一撃必殺チャンス」から発展する。仕事人が裏稼業を行い、「殺し」の寸前にムービーがストップし、チャンスボタンを押すように指示される。「殺し」に成功すると真剣+豪剣フラッシュが発動し、続きのムービーが表示されて図柄が揃う。失敗した場合は仕事道具が虚しく落下する映像が表示され、図柄が停止してハズレとなる。ただし、ハズレ後に復活演出が発生する場合もある。ボタンを押さなかった場合は必ず失敗し、内部的に大当たりであった場合は復活演出が発生する。

#### 発展演出
仕事人出陣チャンス
京楽系の機種では恒例となっているスーパーリーチ選択演出。発展タイミングは「デジタル変動直後の画面フリーズ」「ノーマルリーチハズレ後」「暗転予告」のいずれかで、発展時には真剣フラッシュが作動し、閃光X字斬りで図柄を切り裂く演出が発生。リーチタイトル「仕・事・人・出・陣」と表示された後、仕事人の名前と実写画像の描かれたルーレットが作動する。ルーレットは下記の3種類である（矢印はルーレットが回る順番）。
1. 【左：念仏の鉄】→【上：中村主水】→【右：飾り職の秀】
2. 【左：念仏の鉄】→【上：中村主水】→【右：三味線屋勇次】
3. 【左：念仏の鉄】→【上：組紐屋の竜】→【右：飾り職の秀】

基本は上記1.となる。2.ならチャンスパターンで、3.ならハイチャンスとなり、「組紐屋の竜」で止まった場合は確変大当たり確定となる。また、各パターンには、最も信頼度が高い【上】の仕事人で押しても、隣の最も信頼度が低い【右】の仕事人へすべって止まる「すべりパターン」が存在する。「すべりパターン」の場合は当たり信頼度が大幅に減少する。
一撃必殺チャンス!!
確変時の極悪人リーチにて、二言目を話すタイミングで中に真剣フラッシュが発動し、閃光X斬りで図柄を切り裂く演出が発生すると「一撃必殺チャンス!!」となる。この演出は発展時にリーチ図柄が必ず確変図柄に変わるため、当たれば確変確定となる。「一撃」の名に相応しく、確変大当たりorハズレの二択リーチであり、図柄揃い後にファイナルチャンスが発生せず、即ラウンド開始となる。

#### STリーチの種類
仕事人SPリーチと同様、
- 秀STリーチ
- 勇次STリーチ
- 鉄STリーチ
- 主水STリーチ
- 竜STリーチ

の5種類が存在する。主水ストーリーは期待度が高く、確変時に発生した場合は確変大当たり確定となる。竜ストーリは確変大当たり確定となり、竜専用の大当たりラウンドが発生する。

### プレミアムリーチ
発生した地点で確変大当たりが確定となる。
簪玉ちゃんリーチ
砂嵐と共にパチンコ台『玉ちゃんファイト』が現れ、そこから出てきた玉ちゃんが目から炎を出してハズレ図柄を燃やしつくし簪を直すリーチ。
オールキャストリーチ
悪人リーチ時に池から玉ちゃんが出てくれば、京楽マークのシルエットと共に過去の京楽機種のキャラクターがオールキャストで出現するリーチ。
主水豪剣リーチ
俗に言う「全回転リーチ」にあたる。
1. 変動時に「仕」「事」「人」と揃う（稀にこのチャンス目が停止して主水豪剣リーチに発展せず、仕事人出陣チャンスへ発展する場合があるが、その場合でも確変大当り確定）
2. 極悪人リーチにて極悪人が二言目を発するタイミング（先にボタンを押せばそのタイミングにて／通常・時短中は極悪人が悪徳商人の場合のみ）

以上1.2.のとき豪剣が開けば、『仕事人』シリーズではなく敢えて『新必殺仕置人』時代の主水実写が多数流れ、その豪剣で悪人を仕置する。リーチ中は豪剣が終始開き続け、X斬りが連発される。ラウンドも『新仕置人』主水の特別バージョンとなる。リーチ中や特別ラウンド中のBGMは、『新必殺仕置人』での「問答無用〜仕置のテーマ」。

### 復活演出
各スーパーリーチハズレ後、真剣+豪剣フラッシュが作動し、閃光X字斬りでハズレ図柄を切り裂き、実写主水が「三途の川の渡し賃だ、とっときな…」と言い放てば大当たり確定となる。擬似連続予告3回で復活の場合や確変中の場合も確変大当たり確定となる。それ以外であっても、この演出が発生した場合は確変期待度がかなり高くなる。

### 再抽選演出
ファイナルチャンス
図柄揃い後、障子役モノが閉じる演出が発生、その後図柄が全回転する。障子が開いた後もしばらく図柄が変動し、確変図柄に停止すれば昇格となる。通常図柄が停止した場合でも、真剣+豪剣フラッシュが作動して閃光X字斬りで通常図柄を切り裂く演出が発生すれば確変昇格となる。なお、図柄変動中に主水の実写映像が表示された場合やP-フラッシュが発生した場合は昇格が確定する。ファイナルチャンスは確変図柄のリーチで大当たりした場合も一応発生するのだが、この場合は図柄が変化することはない。
真剣連打
障子役モノが閉じる演出が発生後、図柄が全回転せずに障子が開いた場合に発展する。ボタンを連打して通常図柄を切り裂いていき、確変図柄が出れば昇格確定となる。ファイナルチャンスよりも昇格期待度は高い。ボタンを押さずに無視した場合はそのまま通常図柄揃いが確定してしまうが、内部的に確変に当選していれば必ずエンディング昇格が発生する。
エンディング昇格
16ラウンド終了後、真剣+豪剣フラッシュが作動し、閃光X字斬りで画面を切り裂く演出が発生すれば確率変動となる。発生頻度は低いが、前述のとおり内部的に確変に当選している状態で真剣連打を無視した場合は必ずエンディング昇格が発生する。大当たりラウンド中の豆知識にて「竜の紹介」「京楽」「田中様が持っている下手人の似顔絵がおとつ」が登場したり、「玉を抜いてください」の声が仕事人のキャラとなったら（「りつー、玉を抜いてくれませんか。」など）、エンディング昇格が確定する。内部で確変が確定していても、必ずしも上記プレミアが発生する訳ではない。また、内部で確変確定かは盤面右下の7セグで判別が可能である。

## 大当たりラウンド演出
確変大当たり
- 主水達（実写）が仕事料を受け取り、夜闇のなか出陣する。次いで順々に華麗かつ重厚な殺し技で悪人を葬り去る。出陣シーン・殺しシーンともに、登場順は秀〜勇次〜鉄〜主水。【RD16】は、夕焼けをバックに、大当たりのリーチにおける仕事人と、テレビ版『必殺仕事人III』のOPナレーション字幕が登場。字幕は「世の中の善と悪とをくらぶれば、／恥ずかしながら悪が勝つ。／神も仏も無えものか。／浜の真砂は尽きるとも、／尽きぬ恨みの数々を、／晴らす仕事の裏稼業。」。

通常大当たり
- 仕事人達の紹介コメントが表示（RD1・2…秀、RD3・4…勇次、RD5・6…鉄、RD7・8…主水）。RD9からは、『必殺シリーズ』製作・放映に関する豊富なエピソード・豆知識が2ラウンドごとに表示。
- プレミア演出として、前半の仕事人紹介に「組紐屋の竜の紹介」が登場／後半の豆知識に「殺し技・竜」「京楽」が登場／「田中様、左遷される？」エピソードで、田中様（実写）が持つ下手人の人相書が、おとつに替わっている／以上の演出が登場したら、ラウンド終了後の「主水、時短100回になる」画面で豪剣＆真剣フラッシュとX斬りが発生し、必殺裏稼業モード（確変）に突入する。
- 桜Ver.では、後半の豆知識に本機独自のアニメキャラ達の紹介が追加された。

極悪人筆頭成敗の大当たり
- 大当たりの仕事人（実写）が頼み人から仕事を請け負い出陣、恨みの的を仕留める構成。RD15・16では、極悪人筆頭の成敗によって救出成功した頼み人（おふゆ・おあき・田中様・せん＆りつ）が笑顔で登場する。なお、原作（テレビ・劇場版）においては、主水達が単身で依頼を受け、殺しを行う事はない。また、ラウンド直後の「確率変動」画面に、大当たりの仕事人（実写）が登場する。

主水豪剣リーチでの大当たり
- 主水豪剣リーチに続いて、『新必殺仕置人』時代の中村主水が登場。金を貰って極悪非道の悪人を次々と仕置してゆく。最終ラウンド（RD16）は確変大当たりと同じ。

竜SP/竜STリーチでの大当たり
- 『必殺仕事人V』の竜が登場。竜の家に依頼の金を握りしめたまま絶命した女を見つけ、仕事に向かう。RD1にて竜が蝋燭の火を消したタイミングでBGMの『哀しみ色の…』がスタートする。最終ラウンド（RD16）は、通常図柄の大当たりであっても、確変大当たりと同じ演出。直後の「確率変動」画面にも実写の竜が登場する。

せん・りつ救出の大当たり
- 【前半】裏の仕事を遂げる主水（これ以前の確変大当たりラウンドでの主水映像と同じ）。【後半】裏の仕事を終え自宅に帰る主水と、待ち構えるせん・りつが繰り広げる、仕事人シリーズお馴染みの“中村家コント”となっている。

せん・りつ救出以降の通常大当たり『仕事人解散ラウンド』
- 【前半】秀の裏稼業が奉行所にばれ、秀を捜索する奉行所の高札が出る。役人達の追手から闇夜を逃げる主水達。【後半】主水が「潮時か・・・」と、仕事人グループの解散を決断し、三々五々に江戸を離れる鉄・勇次・秀と、表の同心職に戻る主水…となっている（ラウンド15の「完」の場面は、テレビ版「必殺仕事人III」最終回・最終場面の映像）。

### その他
- 本作では、ラウンド数について「RD●●」と表記している。これは前作『激闘編』から継承されているもの。本項においても、ラウンド数に関する表記は「RD●●」とする。

## 裏ボタン
「裏ボタン」とは、画面上で、特にチャンスボタンを押すように指示が出ていない場面にて、しかも特定のタイミングで押すことで様々な演出が発生すること、またはそのコマンドを呼称している。本作は、近年の各社パチンコ機の中でも裏ボタンの数は群を抜いて多いと言われている。
- 「デモ画面」中に押すと：(1)「時代劇は、必殺です。パチンコは、京楽。」（主水）「CRぱちんこ必殺仕事人III」（主水or秀or勇次）とのナレーションが入る。(2)スズメ・ビッグスズメが出現する。
  - (1)(2)ともに、出現の成功が大当たりの当否に影響はなく、裏ボタンのなかで最も簡単な技。
  - 「時代劇は、必殺です。」は、テレビ版『仕事人シリーズ』の次回予告時に毎回使用されたフレーズ。
- 「おとつ追っかけチャンス」で連打して炎役物を全点灯させ、台枠が白くフラッシュするとおとつ捕獲が確定
- 「仕事人出陣チャンス」の「仕」「事」「人」「出」「陣」の文字ごとにボタンを5回押して、「仕事人出陣OP画面」にBIGスズメが落下してくると確変大当たり確定（実践出来る機会が少なく、連打は無効、なおかつタイミングよく押さなければいけないため、一番難しいとされている）
- 「豪剣フラッシュ」で、豪剣が開く瞬間に1回押して、「パララ〜♪」の代わりに「チャルメラ」が鳴れば確変大当たり確定（連打は無効）
- 「豪剣フラッシュ」で、豪剣開かずから御簾斬りまでの間に10回以上連打して、「仕事人、中村主水」「仕置人、念仏の鉄」「仕事人、三味線屋勇次」「仕事人、飾り職の秀」「仕事人、組紐屋の竜」と仕事人の声が聞こえてきたら、その仕事人のリーチに発展し、確変大当たり確定。
- 「秀リーチ」で、秀が水路に降り立って、図柄を蹴るまでのあいだ連打して、炎役物を全点灯させ、台枠が白くフラッシュすると大当たり確定
- 「ファイナルチャンス」の障子が閉じて開くまでの間に連打して、真剣フラッシュすれば昇格確定
- 復活演出の豪剣が開く瞬間に1回押し、実写主水（三途の川の渡し賃だ…）が夏川純に変われば確変大当たり確定（各リーチでタイミングがあり、それぞれのタイミングで押さないと成功しない。この技狙いで仕事人出陣チャンスでボタンを押さない手もあり。ただし大当り確定の竜は除く）
- エンディング昇格の時の豪剣が開く瞬間に1回押せば夏川純に変わる（この技狙いで再抽選の真剣連打で押さない手もあり）
- 確変大当り終了後の極悪人紹介の時（「下忍、佐助」等とナレーションが入る画面）、下記の特定回数ボタンを押すと、必殺裏稼業モード中の変動時のBGMが、京楽の歴代機種の変動音にチェンジする。ハズレリーチ1回で元の曲「仕事人出陣」に戻る（その後の大当たりの当否に影響はなし／この裏ボタン機能は『CRぱちんこ水戸黄門』にも搭載）。
  - 3回:CR P-MAN（2002年）
  - 4回:CRグラディエーター（2002年）
  - 5回:CRジュラシックパーク（2002年）
  - 6回:CR華王（2002年）
  - 7回:CRぱちんこイエローキャブ（2004年）

## 登場キャラクター

### 必殺シリーズのキャラクター
藤田まことをはじめ各俳優陣が、実写映像やアニメキャラのセリフ吹き替えを行っている。
- 中村主水（藤田まこと）
- 念仏の鉄（山﨑努／『必殺仕置人』シリーズの登場人物であり、『必殺仕事人』シリーズのキャラクターではない。本作での鉄の声は山崎努本人ではなく中村梅之助があてている）
- 三味線屋 勇次（中条きよし）
- 飾り職の秀（三田村邦彦）
- 筆頭同心 田中（通称、田中様／山内としお）
- 中村せん（菅井きん）
- 中村りつ（白木万理）
- 組紐屋の竜（京本政樹）

### パチンコ機オリジナルのキャラクター
霞の三兄弟（泥棒）長男「一之助」（ゼブラ）・次男「次郎吉」（赤）・三男「三蔵」（青）の三兄弟。『激闘編』より連続出演。
霞の豹四郎霞の兄弟の四男。豹柄泥棒。派手好きで夏場は苦手だという。
おとつくのいち。装束は桃色、頭巾に「突」の文字がある。父を殺した敵「越前屋伝兵衛」を討つため、仕事料の箱を背負って常に仕事人を捜しているが、主水をただの役人と思い、出会ったときには逃げてしまう。泥棒らしき格好をしているのは伝兵衛の屋敷を探るため。
おとつは、2008年にリリースされた『CRぱちんこ冬のソナタ2』でも、突然確変に関わるキャラクターとしてトラックの絵柄で登場している。それ以降では同様のシステムとして、おとつとは別キャラクターが登場するようになり、「CRびっくりぱちんこ銭形平次withチームZ」では「チビ忍」、「CR爽快 水戸黄門2」では「突吉」が突確役をしている。
必殺仕事人シリーズ以外の機種の登場は「CR AKB48-3 誇りの丘」でおとつが登場する。衣装は星柄が加えられ昇格ボーナスの「ブーストアタッカー」を背負っている。
おふゆ頼み人予告に登場する貧乏な町娘。青い着物を着ているが、時々赤い着物の場合もある。
おあき頼み人予告に登場する大商人の娘。赤い着物を着ている（「おあき」「おふゆ」は、『激闘編』のキャラである「おはる」「おなつ」にネーミングの連なるキャラ）。
相模屋惣兵衛頼み人予告に登場する老人。越後屋伝兵衛に息子を殺された過去を持つ。
おみつ簪リーチや捕物ストーリー予告（縁日）に登場する町娘。秀の友達。不思議と泥棒に遭ったり秀に簪を修理してもらっているがその熱意は報われることはほとんどない。『CRぱちんこおぼっちゃまくん』にも登場しているが声は別人。
おさき悪人リーチに登場する芸者。『CRぱちんこおぼっちゃまくん』では御嬢沙麻代に差し変わる。
悪人悪人リーチに登場する悪人。桜バージョンの説明ラウンドには紹介されていない。『CRぱちんこおぼっちゃまくん』にも登場しているが声は別人。
元締主水に泥棒捕縛の指令を下す。影のみの出演。パチンコ機独自のキャラではあるが、過去の「必殺シリーズ」では実際に主水達を纏める元締が存在していた（『新・必殺仕置人』の元締・虎、『必殺仕事人』の鹿蔵）。
【極悪人キャラ（通常時・時短中）】
越前屋伝兵衛極悪人の元締で悪徳商人。おとつの父を殺めたために仇討ちの相手となっている。相模屋惣兵衛も息子を殺めたために仇討ちの相手となる。大砲で仕事人を迎え撃つ。おとつの仕事を請け負う必殺仕事人モード中は、常に仕事人の標的となる。
森本龍馬越前屋伝兵衛に雇われた剣客。公式サイトを含め、極悪人リーチの説明画像には、よく彼の画像が使われている。
あや森本龍馬と同様、越前屋に雇われた女殺し屋。二丁拳銃で迎え撃つ。強気で姉御肌な性格だが、若い二枚目に甚だ弱いらしい。
【極悪人キャラ（必殺裏稼業モード中）】
越後屋伝兵衛おふゆをさらった悪徳商人。越前屋伝兵衛は双子の兄である。越前屋同様大砲で迎え撃つ。
片桐兵庫おあきをさらった用心棒。柳生十兵衛か宮本武蔵のような容貌。
連姫田中様をさらった姫。わがままだが世間知らずという一面もある。伝兵衛同様大砲を使用するが外装が豪華である。
高坂弾正（こうさか　だんじょう）せん・りつをさらった大名。覆面を付けて素顔は最後まで見せない。
佐助越後屋伝兵衛配下の下忍。狐のような仮面をつけている。忍の割に陽気でおしゃべりな性格だが、如月よりも背が低い事を気にしているとの事。刀を持つが両手の爆弾で図柄を仕留める。
如月越後屋伝兵衛配下のくノ一。青い瞳が印象的。伊賀のくノ一であり手裏剣で図柄を仕留める。組紐屋の竜に憧れている。
赤城越後屋伝兵衛配下の虚無僧。仕込み杖で図柄を仕留める。念仏の鉄とは佐渡で会ったことがあるらしい。
次郎左片桐兵庫配下の刺客。三度笠を被った黒子のような風貌。ラウンドの紹介では剣の腕はイマイチであるとの事。
才蔵片桐兵庫配下の下忍。外見は佐助と同じ。
弥生片桐兵庫配下のくノ一。外見は如月と同じ。
日向片桐兵庫配下の虚無僧。外見は赤城と同じ。
三次連姫配下の刺客。外見は次郎左と同じ。
小太郎連姫配下の下忍。外見は佐助と同じ。
葉月連姫配下のくノ一。外見は如月と同じ。
陸奥連姫配下の虚無]。外見は赤城と同じ。
平四郎高坂弾正配下の刺客。外見は次郎左と同じ。
半蔵高坂弾正配下の下忍。外見は佐助と同じ。
水無月高坂弾正配下のくノ一。外見は如月と同じ。
比叡高坂弾正配下の虚無僧。外見は赤城と同じ。

## 演出中のBGM
本機では、様々な場面で「必殺シリーズ」ドラマにて使用されたBGMを多数使い、局面や仕事人キャラのバックアップを行っている。

### 大当たりラウンド中
- 確変大当たり（おふゆ救出中）…「荒野の果てに（劇場版『必殺!5 黄金の血』Ver.）」
- 確変大当たり（おふゆ救出中）【桜Ver.】…「荒野の果てに」（唄：山下雄三／『必殺仕掛人』主題歌）
- 確変大当たり（おあき救出中）…「暗闘者〜殺しのテーマ」（『必殺仕事人III』より）
- 確変大当たり（田中様救出中）…「闘う仕事人」（『必殺仕事人V・激闘編』より）
- 確変大当たり（せん・りつ救出中）…「恨みを断ち切る仕切人！〜殺しのテーマ」（『必殺仕切人』より）
- 確変大当たり（玉ちゃん救出中以降）…大当たり1回交替で、下記1.〜5.の順で使用。
  1. 「荒野の果てに（劇場版『必殺!5 黄金の血』Ver.）」
  2. 「暗闘者〜殺しのテーマ」
  3. 「闘う仕事人」
  4. 「恨みを断ち切る仕切人！〜殺しのテーマ」
  5. 《極悪人筆頭成敗の大当たり》下記★より1曲
- 通常大当たり…「やがて愛の日が」（『必殺仕事人V・激闘編』より）
  - 「やがて愛の日が」のオリジナル曲は、『必殺仕置人』主題歌となっている（唄：三井由美子）。
- 極悪人筆頭成敗の大当たり【主水】…「月が笑ってらぁ」（唄：藤田まこと／『必殺仕事人・激突!』・劇場版『必殺!5 黄金の血』主題歌）★
- 極悪人筆頭成敗の大当たり【鉄】…「あかね雲」（唄：川田ともこ／『新・必殺仕置人』主題歌）★
- 極悪人筆頭成敗の大当たり【勇次】…「櫻の花のように」（唄：中条きよし／『必殺仕切人』主題歌）★
- 極悪人筆頭成敗の大当たり【秀】…「想い出の糸車」（唄：三田村邦彦／『新・必殺仕事人』主題歌）★
- 竜SP／竜ストーリーリーチの大当たり…「哀しみ色の…」（唄：京本政樹／『必殺仕事人V』挿入歌）★
- 主水豪剣リーチの大当たり…「仕置のテーマ〜問答無用！」（『新・必殺仕置人』より）
- せん・りつ救出以降の通常大当たり（仕事人解散ラウンド）…後半「冬の花」（唄：鮎川いずみ／『必殺仕事人III』主題歌）
  - 鮎川いずみは、仕事人・何でも屋の加代役で『仕事人』シリーズに長期に亘り出演。本機では、確変大当たりラウンドの“ラウンド1”にて、仕事料の小判を並べる手が加代である。

### リーチ中
- 主水SPリーチ…「荒野の果てに（劇場版『必殺!5 黄金の血』Ver.」のアレンジ版
- 鉄SPリーチ…「仕置のテーマ〜問答無用！」のアレンジ版
- 勇次SPリーチ…「暗闘者〜殺しのテーマ」のアレンジ版
- 秀SP／秀リーチ…「闘う仕事人」（『必殺仕事人V・激闘編』より）のアレンジ版
- 竜SPリーチ…「闘う仕事人」（『必殺仕事人V・激闘編』より）
- 主水ストーリーリーチ…「仕事人から一言〜中村主水のテーマ」（『必殺仕事人』他より）
- 鉄ストーリーリーチ…「仕置のテーマ〜問答無用！」
- 勇次ストーリーリーチ…「恨みを断ち切る仕切人！〜殺しのテーマ」（『必殺仕切人』より）
- 秀ストーリーリーチ…「暗闘者〜殺しのテーマ」
- 竜ストーリーリーチ…「冥土の鈴か、地獄花〜殺しのテーマ」
  - オリジナル曲は「さよならさざんか」（唄：藤田絵美子《藤田まことの実娘》／『必殺仕事人V』『必殺橋掛人』主題歌）
- 主水豪剣リーチ…「仕置のテーマ〜問答無用！」（『新・必殺仕置人』より）

### モード中・その他
- 城下町ステージ（晴れ・雨上がり）／縁日ステージ／長屋ステージ…「冬の花」（『必殺仕事人III』主題歌）のアレンジ版（各ステージでアレンジは異なる）
- 城下町ステージ（晴れ・雨上がり）【桜Ver.】…「荒野の果てに」のアレンジ版（各Ver.でアレンジは異なる）
- 城下町ステージ（雨）…「仕置人・出陣」（『必殺仕置人』より）
- 縁日ステージ【桜Ver.】…「想い出の糸車」のアレンジ版（各Ver.でアレンジは異なる）
- 長屋鉄ステージ【桜Ver.】…「あかね雲」のアレンジ版（各Ver.でアレンジは異なる）
- 主水釣りモード【桜Ver.】…「観音長屋」（『新・必殺仕置人』より）
- 勇次桟橋モード【桜Ver.】…「櫻の花のように」のアレンジ版（各Ver.でアレンジは異なる）
- 中村家モード…「二人でも姦し」
- 元締指令モード・オープニング／確変中の“次の敵”紹介…「寅の会」
- 元締指令モード…「正八走る!」
- 刺客モード…「対決」（『必殺仕事人』他より）
- 必殺仕事人モード…「悪に向かって!」
- 必殺裏稼業モード【通常版】…「仕事人出陣」（『新必殺仕事人』他より）
- 必殺裏稼業モード【桜Ver.】
  1. 前項「大当たりラウンド中」の★よりいずれか1曲（直前の確変大当たりのリーチにおける仕事人キャラに対応）
  2. 「仕事人出陣」（“直前の確変大当たりのリーチにおける仕事人キャラ”がいない場合／ノーマルリーチ・極悪人リーチ・悪人リーチ）
  3. デモ画面中にEnterボタンを押すと、「仕事人出陣」及び前項「大当たりラウンド中」の★5曲、計6曲から上下ボタンで選曲する事ができる。次回大当たりまで有効。
- 時短中【通常版】…「仕置のテーマ」（『必殺仕置人』より）
- 時短中【桜Ver.】…「冬の花」（唄：鮎川いずみ）
- 仕事人出陣チャンス…「仕事人出陣」
- 一撃必殺チャンス!!…「仕掛人のテーマ」（『必殺仕掛人』ほかより）
- 連続スベリ予告【桜Ver.】…「仕掛人のテーマ」
- 真剣連打…「粛清の進撃〜殺しのテーマ」（『必殺仕切人』より）
- 確変大当たりラウンド直後の“確率変動”画面…「"必殺シリーズ"クレジット」（『必殺仕事人V・激闘編』より）

## 基本スペック

### CRぱちんこ必殺仕事人III XR65TF7
- 大当たり確率： 低確率 1/308.5 → 高確率 1/30.85
- 確変割合：65%（うち2R確変15%）
- 大当たりラウンド：2ラウンドor16ラウンド・8カウント
- 賞球数：3&4&10&13
- 時短：全大当たり終了後100回転

### CRぱちんこ必殺仕事人III SV7
- 大当たり確率： 低確率 1/308.5 → 高確率 1/32.5
- 確変割合64.8%
  - ヘソ入賞時：15R確変 40.0%、2R確変 24.8%
  - 電チュー入賞時：15R確変 50.8%、2R確変 14.0%
- 大当たりラウンド：2ラウンドor16ラウンド・8カウント
- 賞球数：3&10&13
- 時短：全大当たり終了後100回転